# Monobaatar mimicus
Monobaatar mimicus — викопний вид багатогорбкозубих ссавців родини Eobaataridae, що мешкав у крейдяному періоді. Скам'янілі рештки знайдені у відкладеннях пісковику у геологічному формуванні Дзунбайн поблизу міста Ховбур у пустелі Гобі у Монголії. Вид описаний по фрагменту верхньої щелепи. Голотип PIN 3101/65 зберігається в Інституті палеонтології в Москві.